# Adam Bełcikowski
Adam Bełcikowski (ur. 24 grudnia 1839 w Krakowie, zm. 13 stycznia 1909 tamże) – polski historyk literatury, dramatopisarz i poeta.

## Życiorys
Ukończył studia na wydziale filozoficznym Uniwersytetu Jagiellońskiego. W 1865 uzyskał doktorat, a habilitację – w 1870. Pracował jako docent w katedrze historii literatury polskiej w Szkole Głównej w Warszawie (1866-1867) i na Uniwersytecie Jagiellońskim oraz w Bibliotece Jagiellońskiej. W Krakowie wykładał także historię literatury na kursach Branieckiego i prowadził wykłady w Muzeum Techniczno-Przemysłowym. Był członkiem Akademii Umiejętności (od 1872), sekretarzem Komisji Bibliograficznej (1873-1877) i Komisji Językowej (1873-1877).
Debiutował w 1860 w krakowskim tygodniku „Niewiasta”. W późniejszych latach publikował m.in. w lwowskim „Dzienniku Literackim”. W 1875 otrzymał nagrodę w krakowskim konkursie dramatycznym za sztukę „Król Mieczysław II”, zaś w 1891 - za dramat „U kolebki narodu” w konkursie Wydziału Krajowego we Lwowie. Ceniony był jako autor dramatów historycznych i rozpraw. Pochowany na cmentarzu Rakowickim w Krakowie.

## Dzieła
- Ze studiów nad literaturą polską (1886)[4]
- Dramata i komedje (5 tomów, Kraków, 1898)[5][6][7][8][9]